# Wim Wilms
Wim Wilms (Diest, 4 januari 1965) is een voormalige Belgisch radiopresentator op Radio Benelux.  

## Biografie
Hij presenteerde er Durango Sessions & Durango 15. Hij presenteerde ook het regionaal infoprogramma tussen 10 en 12 's morgens, waar hij onder andere minister Jo Vandeurzen en gouverneur Steve Stevaert interviewde. Hij werd bekend in Paal nadat hij een wandeltocht van 100 km liep t.v.v. Auti-Wijs (kinderen met autisme)
In 2009 fietste Wilms 24 uur op rollen voor de Paalse vzw Open Hart (kansarmen) in fitnesscentrum Karteria te Paal. Datzelfde jaar liep hij ook nog 50 km in Diest en liep nog eens 300 km in dezelfde gemeente, beiden voor een goed doel. In 2010 wou hij  drie dagen op rollen fietsen  in Kortrijk, dit mislukte echter, Wim was mentaal broos en ging 's nachts slapen waardoor deze poging schromelijk mislukte. Op 10 oktober van datzelfde jaren vestigde hij in Genk een wereldrecord tonlopen: op zes uur tijd liep hij 30 km. Hij deed dit voor een project in Oost-Congo en de actie Hart voor Limburg. 